# Едвард Берн-Джонс
Е́двард Колі́ Берн-Джонс (англ. Sir Edward Coley Burne-Jones; 28 серпня 1833, Бірмінгем — 17 червня 1898, Лондон) — англійський художник.

## Біографія
Едвард Берн-Джонс народився в Бірмінгемі в сім'ї ремісника 28 серпня 1833 р. Початкову освіту здобув в бірмінгемській Школі короля Едварда. Талановитий юнак, з 1848 року він відвідував курси в урядовій школі дизайну. 1853 року, вирішивши стати священиком, вступив до Ексітер-коледжу Оксфорда. Там познайомився з Вільямом Моррісом (1834 — 1896) — студентів об'єднувала любов до мистецтва; їхня дружба тривала все життя. Саме в коледжі (заснованому в ХІІ столітті) Едвард Берн-Джонс проник духом Середньовіччя і вбачив в ньому джерело свого натхнення.
Дізнавшись про Братство Прерафаелітів зі статей критика Джона Раскіна, а в домі одного з товаришів побачивши акварель Росетті «Данте, що малює ангела» (1853), молоді Берн-Джонс та Міллес захопились творчістю прерафаелітів, а сам Росетті став для них кумиром. Берн-Джонс познайомився з Раскіном і Росетті на початку 1856, а вже в травні того ж року він був прийнятий до студії Росетті.
1857 року він взяв участь в великому проєкті свого вчителя, виконуючи розпис стін холу оксфордського Залу Союзів. Окрім цієї роботи, увагу молодого майстра майже повністю поглинув малюнок пером та акварельна техніка, які в нього відзначаються особливою деталізацією. 1860 Едвард Берн-Джонс одружився.
1861 року його близький друг і художник Морріс відкрив в Лондоні крамницю «Морріс, Маршал, Фолкнер і Ко», яка спеціалізувалась на виготовленні і продажу предметів декоративного мистецтва, призначених для оформлення домашнього інтер'єру. Діяльність фірми трималась переважно на проєктах Берн-Джонса. Тоді ж він почав писати аквареллю із додаванням гуаші із бичачою жовчю на коричневій основі. До цього періоду відносяться два портрети Сидонії фон Борк та її кузини Клари; ці роботи були навіяні італійським Ренесансом і відмічені впливом Росетті. Між 1859 і 1879 художник кілька раз відвідував Італію, що дозволило йому краще вивчити творчість Андреа Мантеньї (1431—1506), Боттічеллі (1445—1564). У творчості Берн-Джонса з'явилися перші ознаки його власного неповторного стилю, який невдовзі приніс йому славу і лицарське звання — за внесок в мистецтво.
1877 року після виставлення в лондонській галереї Гросвенор картини «Зачарований Мерлін» прийшли справжній успіх і визнання. Невдовзі після цього на Всесвітній виставці в Парижі його картина «Король Кофетуа і жебрачка» була надзвичайно популярною. 1894 року Берн-Джонс отримав титул баронета. Останні роки свого життя майстер, пізнавши справжньої слави, присвятив великим композиціям на літературні теми.
Едвард Берн-Джонс помер в Лондоні 17 червня 1898 року.

## Галерея

Автопортрет-карикатура
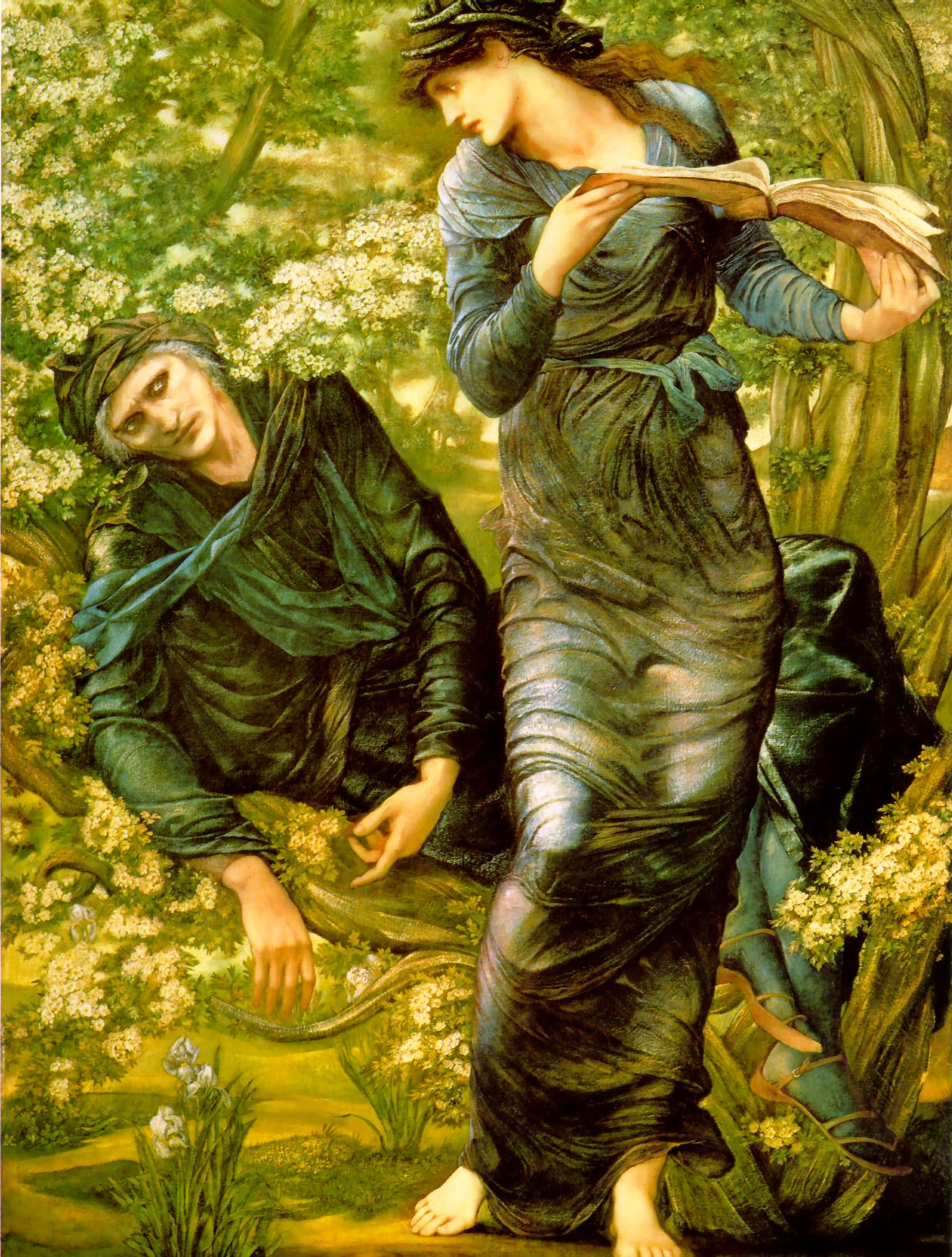
«Зачарований Мерлін»
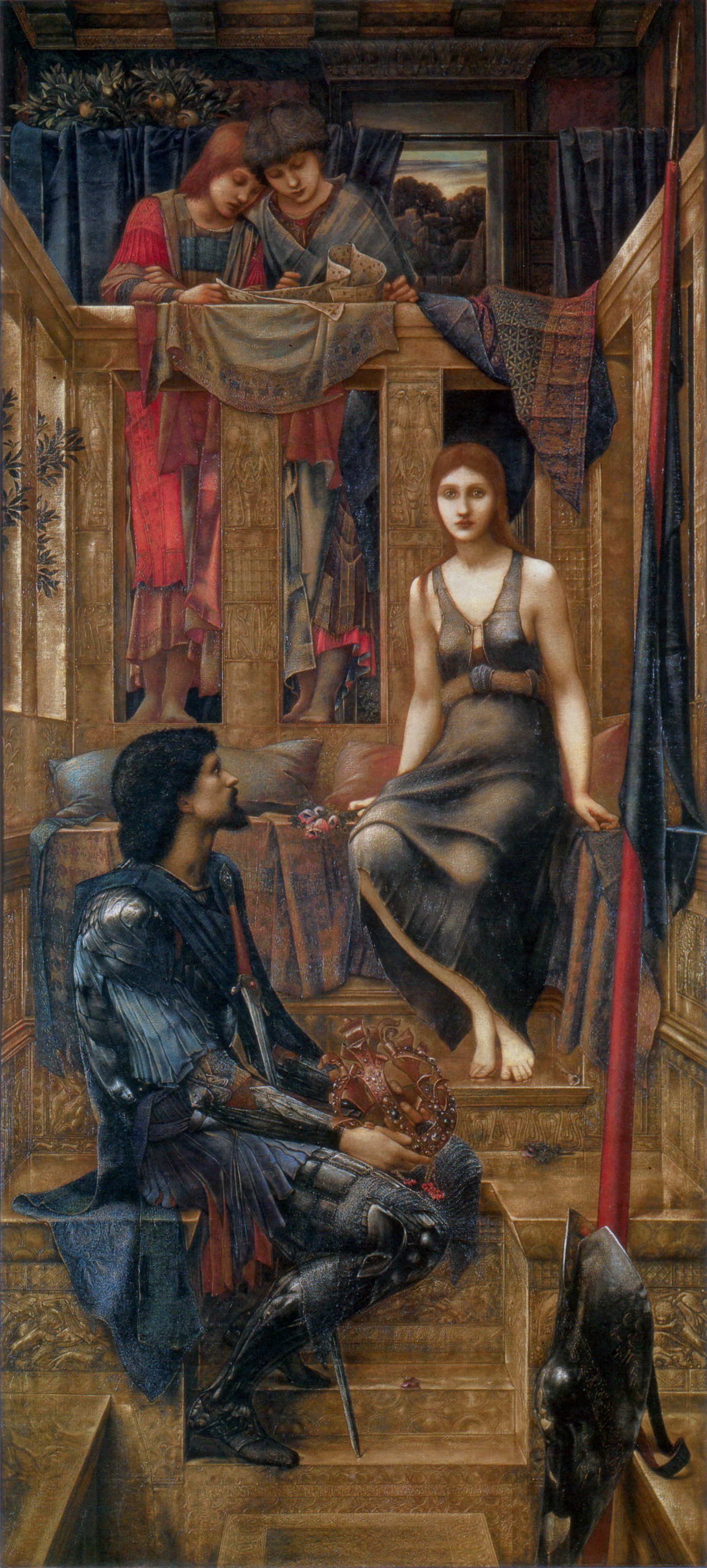
«Король Кофетуа і жебрачка»
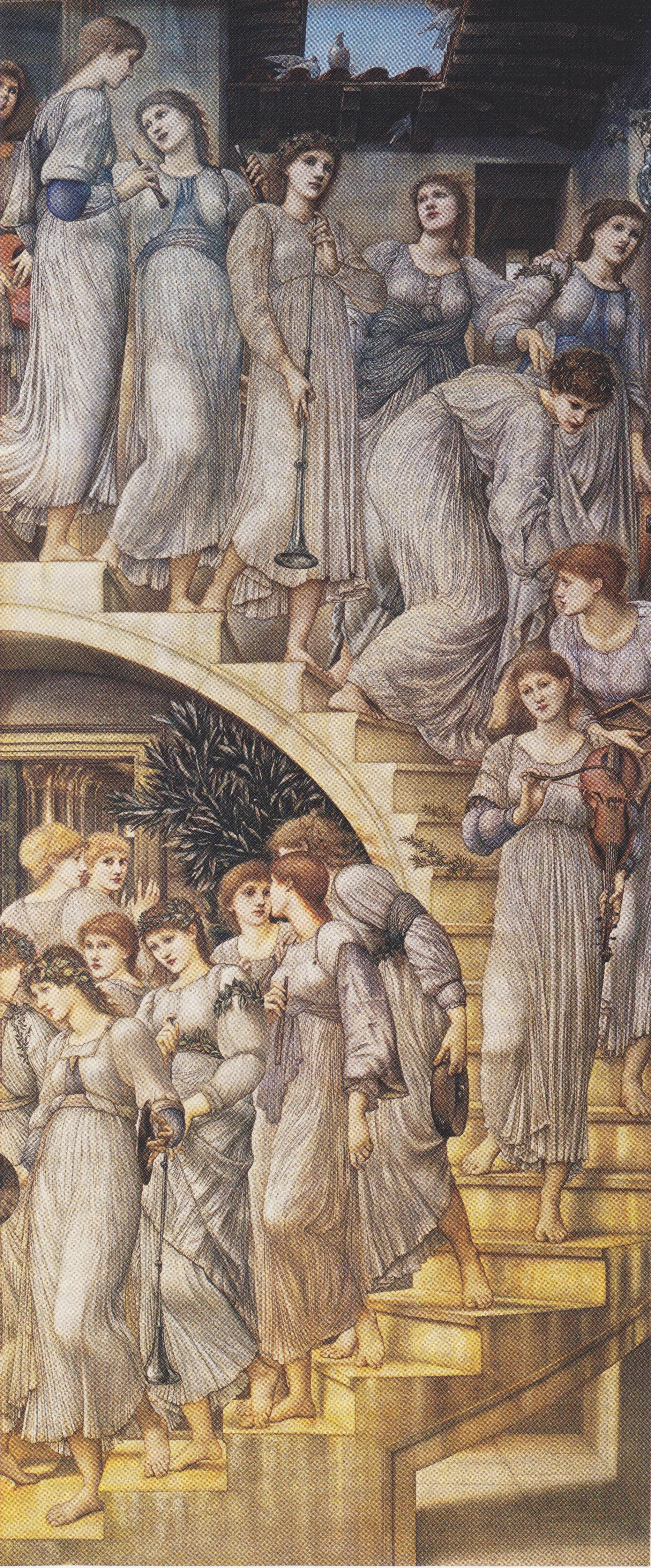
«Золоті Сходи»
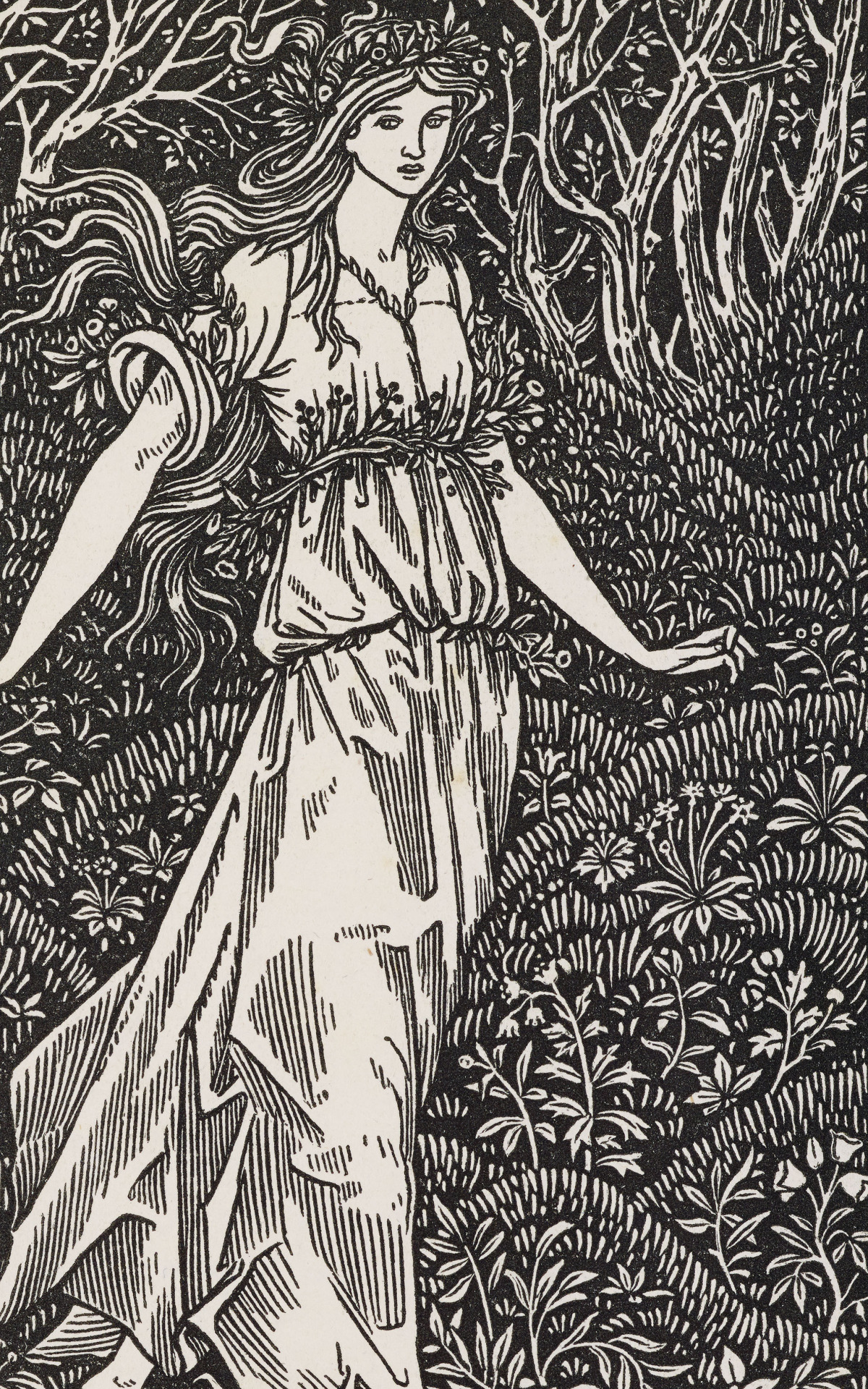
Ритина Е. Берн-Джонса до роману Вільяма Морріса «Ліс за межами світу», 1894
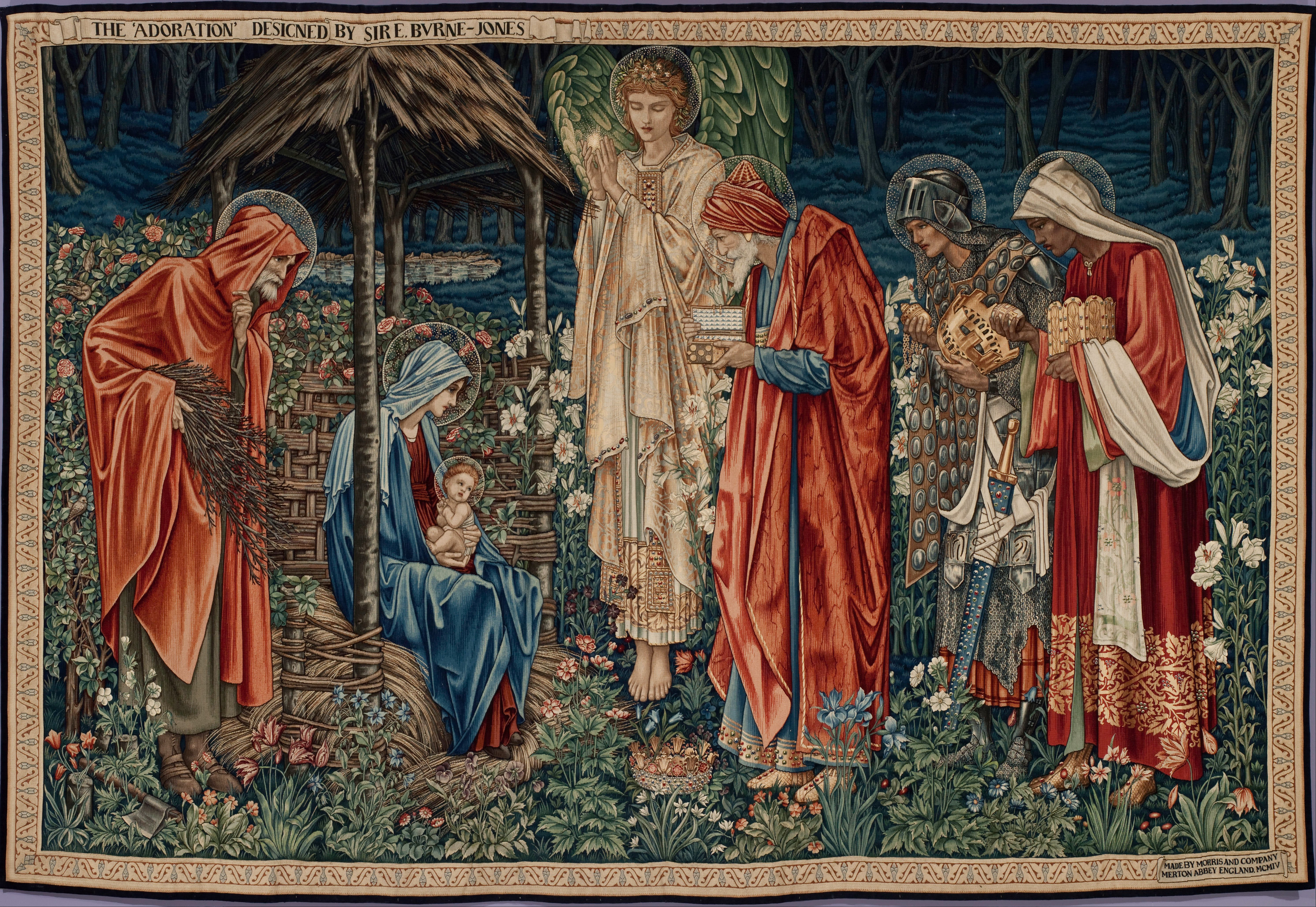
Поклоніння волхвів, 1904